# Сабо, Имре
И́мре Са́бо (венг. Szabó Imre; 10 октября 1814 года, Австро-Венгрия — 28 февраля 1881 года, Сомбатхей, Австро-Венгрия) — католический прелат, епископ Сомбатхея с 5 ноября 1869 года по 28 февраля 1881 год, почётный член Венгерской академии наук.

## Биография
C 1831 по 1836 году Имре Сабо обучался на богословском факультете Будапештского университета. 29 октября 1836 года был рукоположён в диакона и 27 апреля 1837 года — в священника. 12 сентября 1838 года был назначен ректором семинарии епархии Веспрема. В 1845 году был назначен настоятелем прихода в населённом пункте Чичё. В 1848 году основал журнал «Katholikus Néplap» и стал его первым редактором.
В 1861 году был избран депутатом венгерского парламента. В 1867 году был советником австро-венгерского Министерства религии и департамента образования. 14 апреля 1869 года стал почётным членом Венгерской академии наук. 30 июня 1869 года австрийские власти назначили Имре Сабо епископом Самботхея. 5 ноября 1869 года Римский папа Пий IX утвердил назначение Имре Сабо на кафедру епархии Сомбатхея. 21 ноября 1869 года состоялось рукоположение Имре Сабо в епископа, которое совершил архиепископ Эстергома Янош Шимор.
Скончался 28 февраля 1881 года в Сомбатхее.